# Basilica di San Biagio (Cento)
La basilica di San Biagio, o basilica collegiata di San Biagio Vescovo e Martire, è il duomo di Cento, in provincia di Ferrara e arcidiocesi di Bologna; fa parte del vicariato di Cento. L'edificio ha subito gravi danni durante il terremoto dell'Emilia del 2012.

## Storia
Una chiesa dedicata ai Santi Biagio e Severino è attestata a Cento già nell'XI secolo, data che avrebbe conferma con la lapide inserita nell'altare della chiesa che indicherebbe la data del 1045 quale presenza di una primitiva chiesa romanica. Dal XII secolo rimase solo l'intitolazione a san Biagio. 

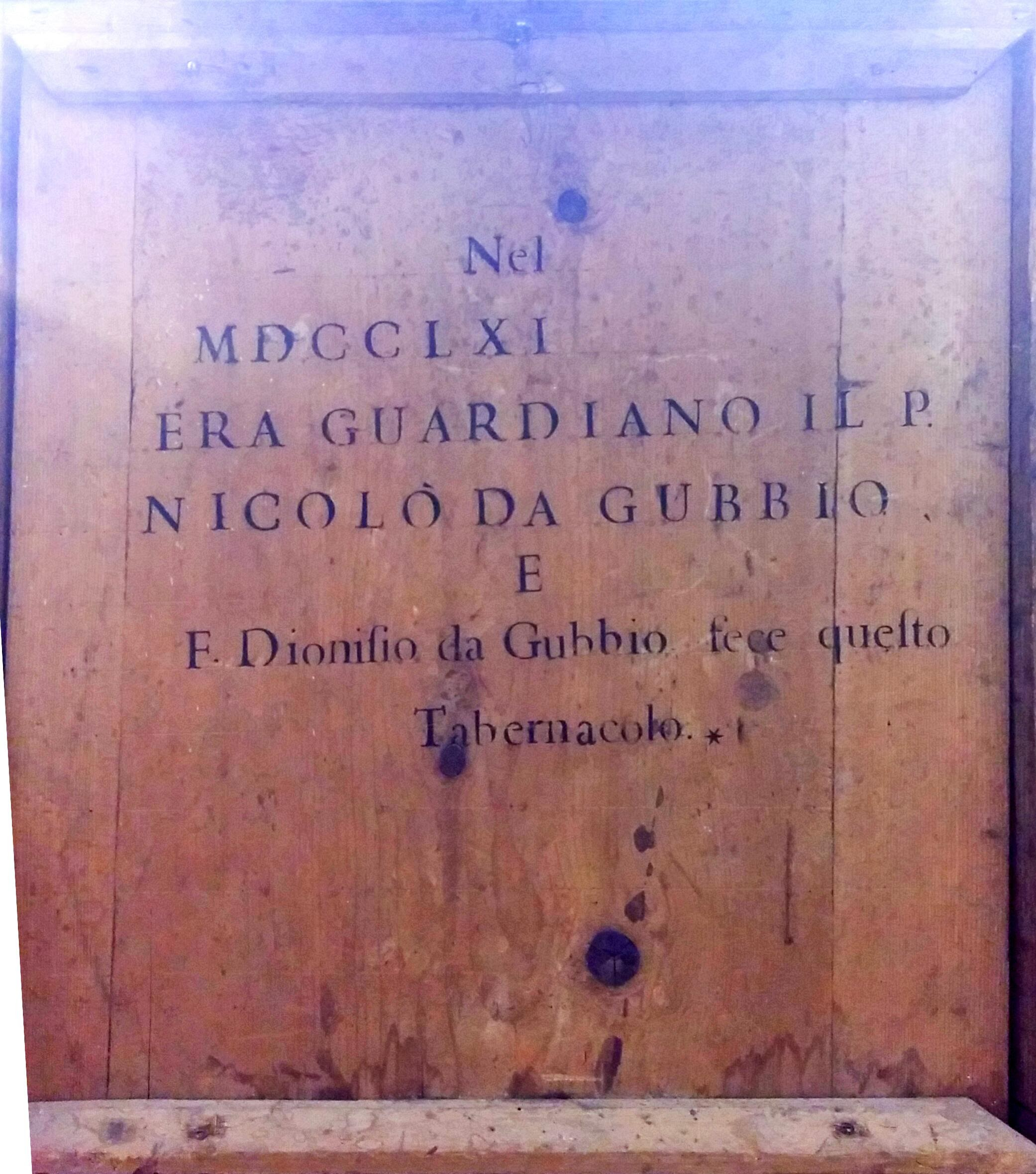
Iscrizione sul retro del tabernacolo che indica la sua realizzazione nel 1761

Essa divenne pieve e fu dotata del fonte battesimale nel 1378 per volere del cardinale Filippo Carafa della Serra; così si affrancò dalla matrice di Santa Maria Maggiore. L'edificio venne ampliato nel 1409 e, nel 1566, fu aggiunta una navata laterale. 
La collegiata fu ricostruita tra il 1732 ed il 1744 su progetto di Alfonso Torreggiani e per interessamento dell'arciprete Girolamo Baruffaldi e del cardinale Prospero Lambertini; il campanile fu edificato da Pietro Alberto Cavalieri nel 1760 e, il 20 ottobre 1764, la chiesa venne solennemente consacrata. Tra il 1840 ed il 1841 il marmoreo altar maggiore ed il pavimento furono rifatti. Quest'ultimo subì un secondo rifacimento nel 1955 ad opera di Sante Martelli. Nell'aprile 1980 la parrocchiale è stata elevata al rango di basilica minore. Tra il 1982 ed il 1983 la torre campanaria venne ristrutturata. Infine, la chiesa fu restaurata nel 2005, nel 2007, nel 2011.. Nel 2012 la chiesa subì gravi danni a causa del terremoto venendo riaperta, dopo i restauri nel 2018.

## Descrizione

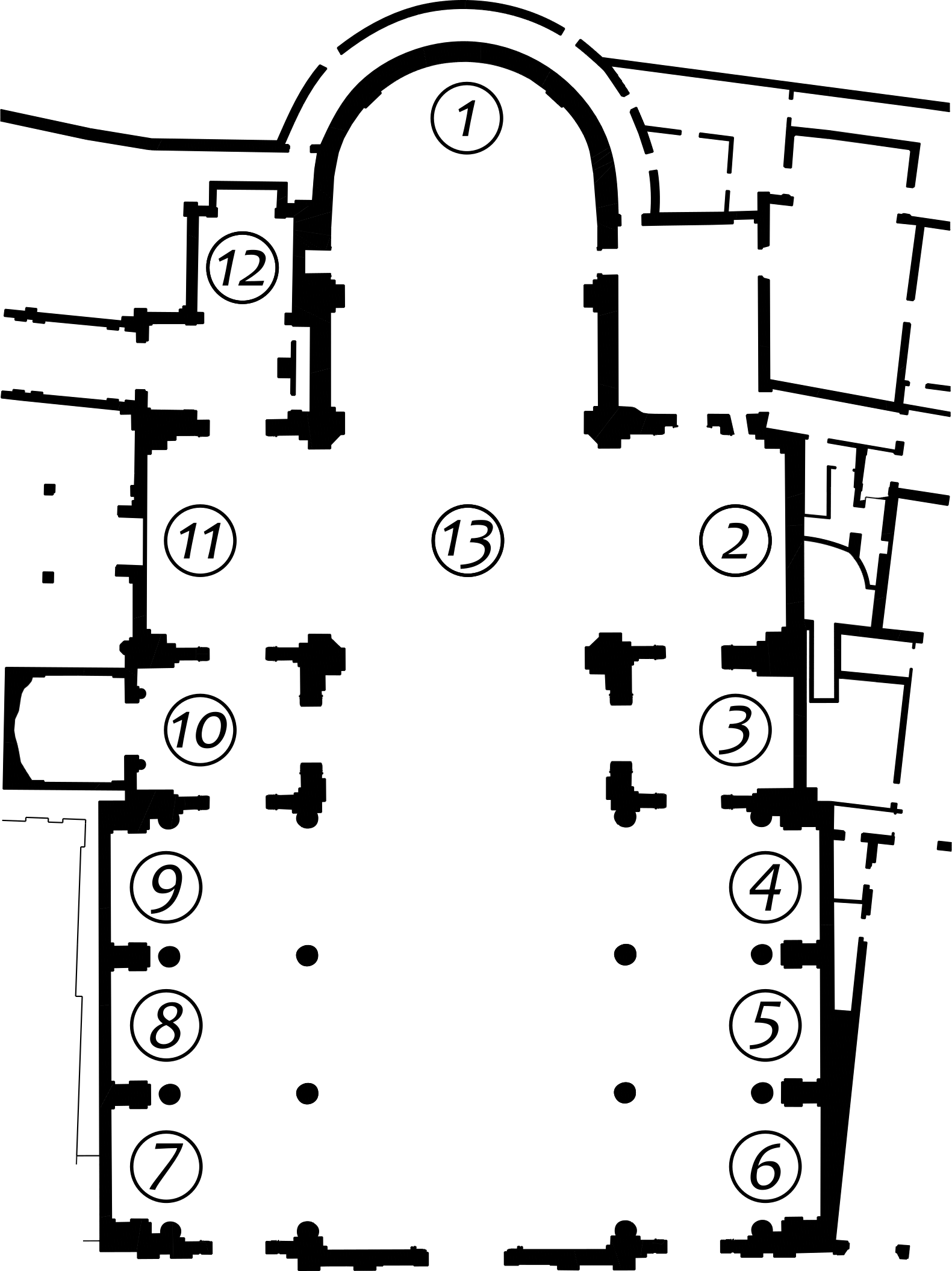
Pianta della Basilica con indicate le opere principali

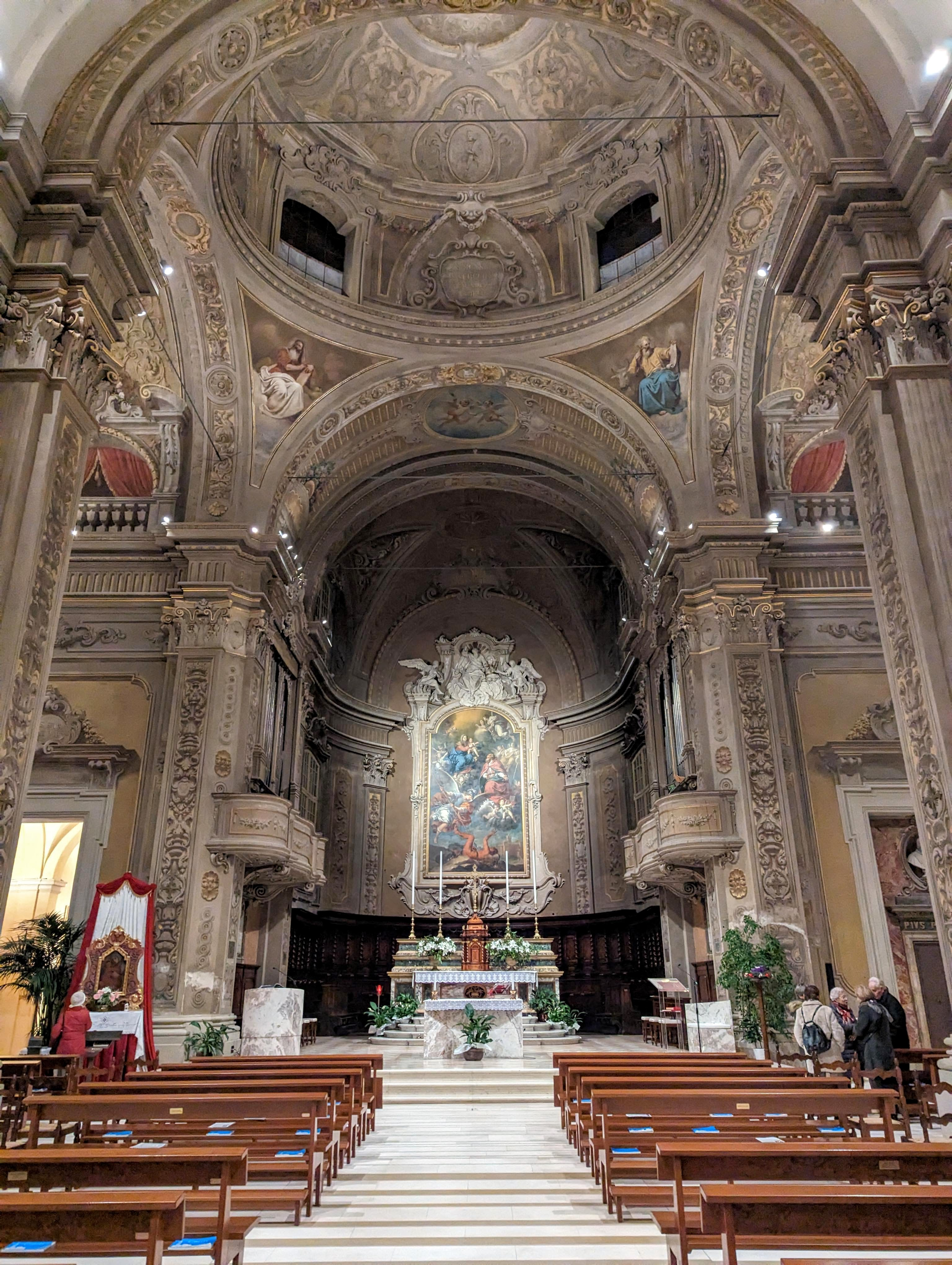
Vista dell'interno. Si può notare la pavimentazione rifatta durante la ristrutturazione a seguito dei danni del sisma del 2012

La chiesa ha una pianta a croce latina, si eleva con a tre navate, transetto e abside e l'incrocio fra transetto e navata maggiore è sormontato da una cupola ellittica. 
Lo stile è barocco con reminiscenze rinascimentali. All'interno numerose opere d'arte (vedi i numeri in pianta): 
1. Presbiterio: "Madonna in gloria con il Signore Gesù, San Biagio e l'arcangelo Michele che uccise il demonio" (Lorenzo Sarti, 1732 e Antonio Rossi, 1734-44). Coro ligneo (Vincenzo Rossi, 1742-43)
2. Cappella del SS.mo Sacramento (ex della Cattedra di S. Pietro): "La Cattedra di San Pietro" (Guercino, 1618)
3. Cappella di S. Giuseppe: "San Carlo Borromeo in Preghiera" (Guercino, 1613), "San Girolamo, San Francesco" (Lorenzo Zucchetta)
4. Cappella di San Marco: "San Pietro incarica San Marco di andare a predicare la Resurrezione in Alessandria" (Mariano Collina, 1749), (sottoquadro) "Sant'Antonio da Padova" (Alessandro Candi, 1842)
5. Cappella della Madonna delle Grazie: "Statua della Madonna delle Grazie" (Filippo Cellici, 1760-70)
6. Cappella della Trasfigurazione: "La Trasfigurazione" (Marcello Provenzali, 1606)
7. Cappella della Natività: "La natività di Maria" (Bartolomeo Cesi, 1590), (sottotela) "Sant'Andrea, San Cristoforo, Santo Stefano e Sant'Antonio da Padova" (Stefano Ficatelli, 1741-44)
8. Cappella di San Giovanni: "San Giovanni Decollato" (Carlo Gennari, 1757)
9. Cappella della Visitazione: "Maria visita Sant'Elisabetta, San Francesco, San Matteo e San Biagio" (Domenico Moni, 1598, 1602)
10. Cappella della Madonna di Lourdes
11. Cappella del Santo Crocifisso: "Crocifisso Ligneo" (Seconda metà XV Secolo), "Madonna e San Giovanni evangelista e angeli" (Lorenzo Zucchetta, 1575-80)
12. Cappella del Battistero
13. Decori di pareti e cupola (Alessandro Guardassoni e Giambattista Baldi, 1879-81)

### Il campanile
Sullo svettante campanile, opera come già detto dall'architetto Pietro Alberto Cavalieri, è issato un prestigioso concerto di 5 campane, con queste caratteristiche:
| Campana                         | Nota | Fonditore                             | Anno | Diametro | Peso          |
| ------------------------------- | ---- | ------------------------------------- | ---- | -------- | ------------- |
| 1^ Campana (Grossa)             | Fa3  | Giovanni Domenico Dinarelli (Bologna) | 1673 | cm 115,6 | circa kg 1150 |
| 2^ Campana (Mezzana)            | Sol3 | Angelo Rasori (Bologna)               | 1794 | cm 97,9  | kg 617        |
| 3^ Campana (Mezzanella)         | La3  | Angelo Rasori (Bologna)               | 1794 | cm 87,1  | kg 442        |
| 4^ Campana (Quarta "Aumentata") | Si3  | Angelo Rasori (Bologna)               | 1794 | cm 77,9  | kg 297        |
| 5^ Campana (Piccola)            | Do4  | Angelo Rasori (Bologna)               | 1794 | cm 74,0  | kg 252        |

Particolarità musicale del concerto è quello di avere la "quarta aumentata" (o "eccedente") al posto della "quarta giusta": se all'ascolto può sembrare leggermente dissonante, questa caratteristica costituisce un'unicità di cui i campanari locali vanno molto fieri, anche considerato il pregio storico del luogo e del concerto stesso.

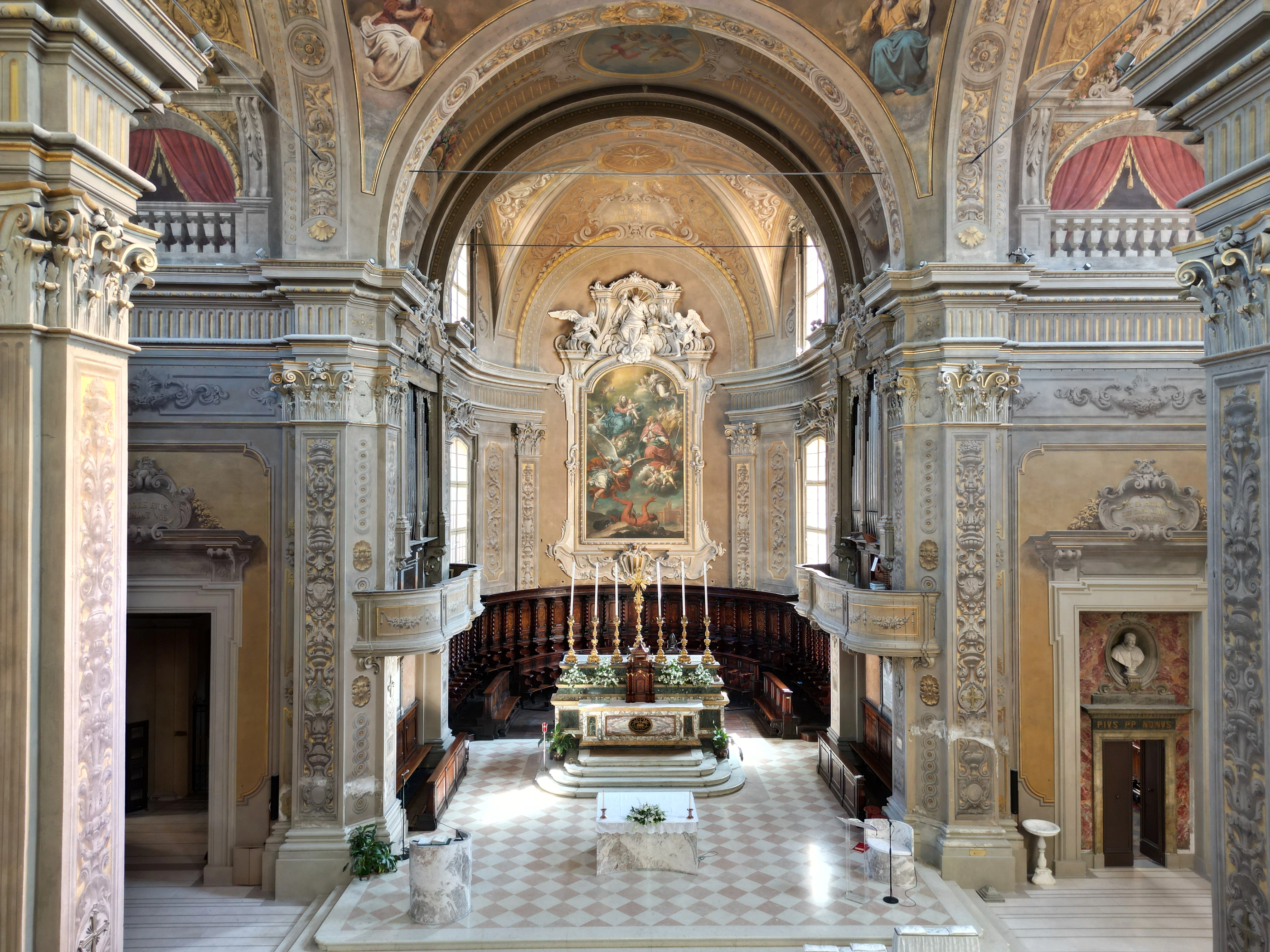
Vista dall'alto dell'altare e del presbiterio

I cinque bronzi, inceppati secondo i tradizionali canoni del montaggio "alla bolognese", sono magistralmente installati su di un antico e funzionale "castello" in legno; il loro azionamento è esclusivamente manuale, ad opera della rinomata squadra di campanari locale che presta servizio su questa torre per tutte le solennità e le ricorrenze più significative; in particolare, i maestri locali suonano con la particolare tecnica detta "a trave" (consistente nel fare ruotare le campane - con una tecnica specifica - stando appunto in piedi sopra alle travi di sostegno), abbellendo il pezzo con le caratteristiche "ribattute", usanza tipicamente e squisitamente locale che consiste nel ribattere i battagli dei bronzi fermi in piedi nelle pause tra una rotazione e l'altra, secondo precisi e codificati schemi. È da sottolineare come la torre sia flagellata da forti e insidiose oscillazioni, che rendono il suonare "a doppio" particolarmente impegnativo.